# Pallissa de Cal Xifré
La Pallissa de Cal Xifré és una pallissa de Vallbona de les Monges (Urgell) protegida com a Bé Cultural d'Interès Local.

## Descripció
La cabana aprofita el desnivell del terreny de manera que queda soterrada pel darrere i pels costats queda protegida per un marge. Es una construcció de pedra seca de grans dimensions: 4 metres d'amplada per 8 de fondària i uns 4 metres d'alçada. És de planta rectangular i coberta amb voltes apuntades, algunes de les quals estan deformades. La façana té una estructura semicircular formada per un gran arc de descarrega. L'aparell és a base de pedra rejuntada de diferents mides. En una de les pedres hi ha una inscripció que sembla que posa 1833. S'accedeix a l'interior per una porta d'arc rebaixat a la banda esquerra i una petita obertura centrada respecte de la façana.
Al davant de la cabana hi ha l'era.